# Kermes ilicis
Kermes ilicis är en insektsart som först beskrevs av Carl von Linné 1758.  Kermes ilicis ingår i släktet Kermes och familjen eksköldlöss. Inga underarter finns listade i Catalogue of Life.